# Bruno Godoy
Bruno Godoy Sánchez (San Antonio, 14 de abril de 1983), también conocido como Brunanza, es un baterista chileno, miembro de la banda chilena Sinergia, donde es también uno de los principales coristas.

## Biografía

### Inicios
Desde pequeño mostró interés artístico, aprovechando la oportunidad dada por su propia familia. Comenzó a tomar clases de guitarra a los nueve años. Partió tomando clases con el destacado músico nacional Andrés Godoy, quien además es su padre. Posteriormente a la edad de 11 años toma clases de bajo eléctrico, con el profesor Toly Ramírez Jr (ex Los Tetas). 
Después de estar investigando, inquieto por la música, a los 13 años comenzó a tomar clases de batería, instrumento con el que se desarrolla profesionalmente y destaca dentro del ámbito nacional, estuvo más de cinco años estudiando con diferentes profesores: Yayo Serka (Lila Downs), Andrés Falco, Willy Valenzuela (Fulano), Marco Cerda, David Ortega, Ricardo Ruíz. Aportando en él, una gran cantidad de experiencias y variedades rítmicas, sonoras e interpretativas de cada profesor.
A los 15 años comienza su nueva búsqueda personal indagando en la escena nacional musical chilena, tocando con bandas en el colegio, cargando y armando como técnico de escenarios para el proyecto “Escuelas de Rock”, donde asistió a una decena de bandas. 

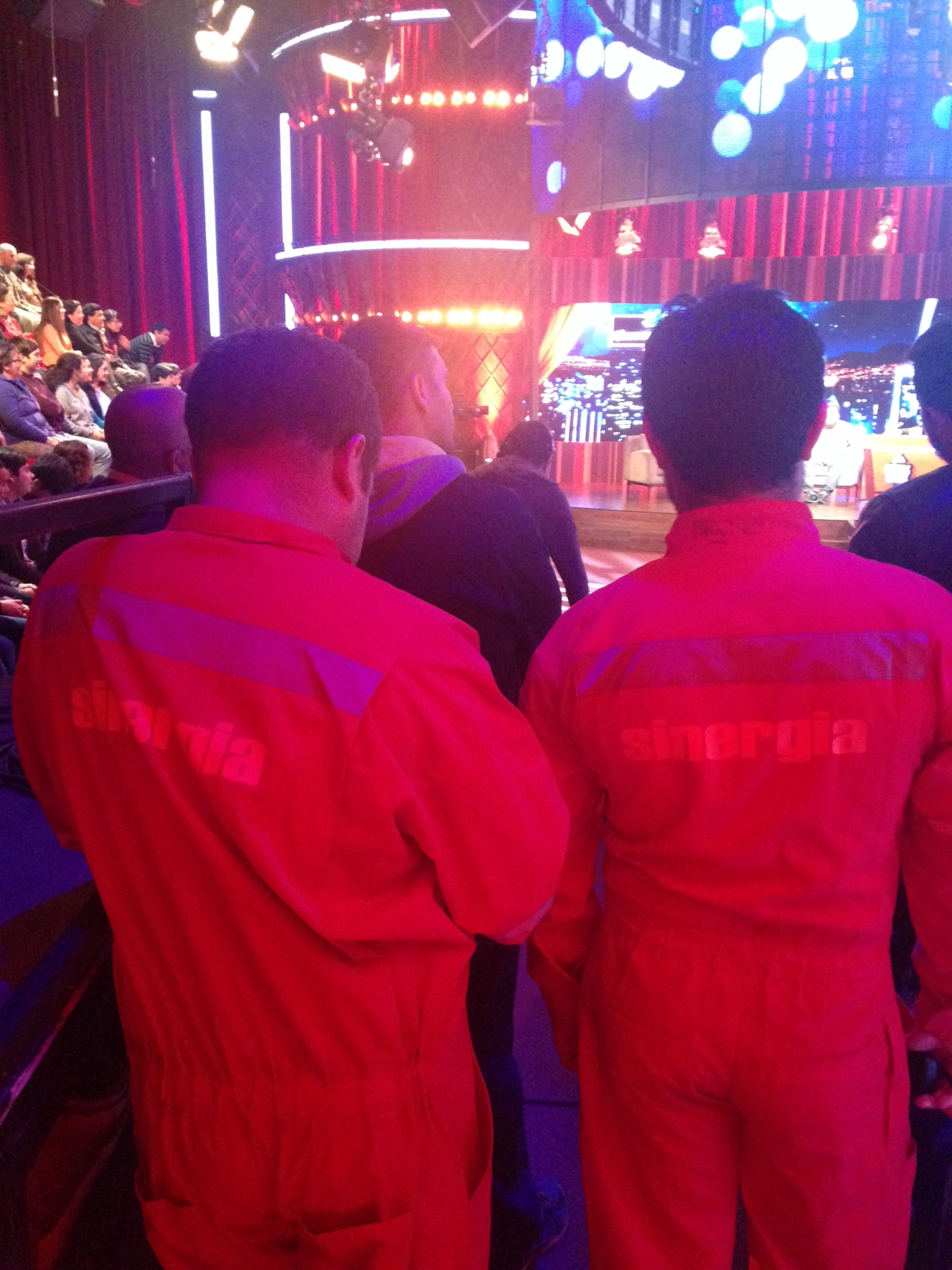
Bruno Godoy junto a Paul Eberhard, "DJ Panoramix".

Siendo el baterista de Andrés Godoy, paralelamente prosiguió los estudios y profundización en la batería con distintos profesores, adquiriendo poco a poco identidad en su manera de tocar y expresión en el escenario.
A los 25 años participa como baterista de sesión en el proyecto “Escuelas de Rock” con variadas bandas emergentes de diferentes estilos musicales. A los 26 años integra la banda llamada “Muralla China” con la cual graba su primer disco-libro (Lírica barata), con fondos culturales Fondart. Con esta banda tuvo sus primeros conciertos en pubs y escenarios universitarios. Además comienza sus estudios en la Escuela de música SCD.

### Sinergia
En el año 2001 integra la destacada banda chilena Sinergia, donde comienza a destacar como baterista y tiene sus primeras giras de verano a través de Chile, grabando videos y llegando a números uno en charts chilenos con temas como "Mujer Robusta", "Mi Señora", "Te Enojai Por Todo", obteniendo popularidad y tocando en conciertos masivos. 
Con Sinergia ha grabado cuatro discos de música propia, dos discos de covers (uno conmemorando la música chilena de 1980, y el otro tributo La Nueva Ola), además de discos homenaje a Los Jaivas con el tema “Mambo de machagüay”, a Inti-Illimani con el tema “Mulata” y a la serie infantil 31 minutos con el tema “Yo opino”. La banda también fue invitada por MTV Latinoamérica para versionar el tema central de la serie South Park, con motivo de los 15 años de la serie.
Con Sinergia han obtenido premios tales como: Antorcha de plata y Oro, Gaviota de plata (en el Festival de Viña del Mar 2008), "Copihue de Oro" del diario La Cuarta (2008), Altazor (2008, 2010 y 2012).
Godoy participó como coproductor del disco El imperio de la estupidez y también ideó el primer disco armable en escenario, dando la posibilidad al comprador de armar ergonómicamente el disco con la técnica “pop-up”, de tal forma que ocupe un espacio en el lugar ideal del usuario. También participó como diseñador y coproductor musical de los discos de Sinergia, Vamos con todo y Aquí nadie debería ser pobre.

### Otros proyectos
Como productor trabajo en el EP de la banda “Mortero”, y el disco del cantautor “Jimmhy Araya”. Con Andrés Godoy participó como tecladista y percusionista del disco La Risa o El Send, ganador del premio Apes.
Ha dictado charlas y clínicas a través del país, mostrando su método de composición, enseñando los recursos que utiliza al momento de interpretar en la batería y enfrentar la creación, contando además sus experiencias del desarrollo de la conexión con el público. 
Como profesor de música, ha realizado clases en el Instituto Nacional de la Juventud y en el centro cultural Balmaceda 1215.
Actualmente realiza clases de música en la sección juvenil de la cárcel de Puente Alto, en el proyecto “Liberando talento”, formando la primera banda de rock de internos penitenciarios en Chile. Grabando canciones y vídeos de ellos para así realizar un DVD de este proyecto de intervención.
Ha sido endorser nacional de marcas como: Sabian, Ludwig-Musser. Actualmente es endorser internacional de la marca de platillos “Orion Cymbals” y de baquetas “Ahead Drumsticks”.

Fue productor musical del álbum "Luchar o Morir" de la banda chilena de Punk Rock "Alerta Nacional" Lanzado en el año 2024